# کامبت رکوردز
کامبت رکوردز (انگلیسی: Combat Records) یک ناشر موسیقی مستقل آمریکایی مستقر در نیویورک بود که در سال ۱۹۸۳ آغاز به کار کرد.